# Liste des plus hauts bâtiments de Rouen

## Bâtiments construits
Cette liste mentionne les dix plus hauts bâtiments de la ville française de Rouen. 
| Place | Nom                       | Année     | Utilisation                     | Hauteur (m) | Étages   |
| ----- | ------------------------- | --------- | ------------------------------- | ----------- | -------- |
| 1     | Cathédrale Notre-Dame     | 1876      | Édifice religieux               | 151         | 3        |
| 2     | Tour des archives         | 1965      | Bureaux                         | 104,91      | 27       |
| 3     | Pont Gustave-Flaubert     | 2008      | Pont                            | 86          |          |
| 4     | Silos portuaires de Rouen | vers 1990 | Industrie                       | 86          |          |
| 5     | Église Saint-Maclou       | 1517      | Édifice religieux               | 83          |          |
| 6     | Abbaye Saint-Ouen         | 1852      | Édifice religieux               | 82          |          |
| 7     | Château d'eau du Châtelet | 1961      | Château d'eau                   | 70          |          |
| 8     | Tour du Front de Seine    | 1974      | Logements, bureaux et commerces | 65 et 55    | 21 et 18 |
| 9     | Église Saint-Sever        | 1860      | Édifice religieux               | 57          |          |
| 10    | Résidence Mac Orlan       | 1955      | Logements pour étudiants        | 57/53       | 15       |

## Bâtiments en construction
Cette liste mentionne les bâtiments de Rouen en construction de plus de 20 mètres de hauteur (liste non exhaustive au 4 février 2023).
| Nom                              | Date de livraison prévue | Utilisation                                | Hauteur (m) | Étages |
| -------------------------------- | ------------------------ | ------------------------------------------ | ----------- | ------ |
| Lisière en Seine                 | 2023                     | Logements, Bureaux, Commerces et activités | 34,83       | 10     |
| Tânit                            | 2023                     | Bureaux, Commerces et activités            | 30,20       | 7      |
| Arborescence                     | 2023                     | Logements, Commerces et activités          | 27,00       | 8      |
| Le palais des Consuls            | 2024                     | Logements, Commerces, Hôtels et activités  | 25,20       | 9      |
| 29 logements                     | 2022                     | Logements                                  | 24,42       | 7      |
| Lignes en Seine                  | 2022                     | Logements                                  | 24,00       | 7      |
| ZAC Aubette-Martainville - Lot A | 2022                     | Bureaux, Commerces et activités, Logements | 21,67       | 6      |
| EHPAD du Tilleul                 | 2022                     | Logements, Santé                           | 21,62       | 5      |
| Carré Flora                      | 2022                     | Logements, Commerces et activités          | 21,62       | 6      |
| Campus'Ouest                     | 2022                     | Logements, Commerces et activités          | 21,41       | 5      |
| Villa Les Nymphéas               | 2022                     | Logements                                  | 21,20       | 5      |
| Les Mosaïques                    | 2022                     | Logements                                  | 21,02       | 5      |
| Calypso                          | 2022                     | Logements                                  | 21,00       | 5      |
| Le Carré Saint-Gervais           | 2022                     | Logements                                  | 20,85       | 5      |
| La Renaissance                   | 2022                     | Logements                                  | 20,75       | 5      |
| Siège social d'Anider            | 2022                     | Bureaux, Santé, Éducation                  | 20,50       | 5      |

## Bâtiments en projet
Cette liste mentionne les bâtiments de Rouen en projet de plus de 20 mètres de hauteur.
| Nom                         | Date de livraison prévue | Utilisation                                           | Hauteur (m) | Étages | État                  |
| --------------------------- | ------------------------ | ----------------------------------------------------- | ----------- | ------ | --------------------- |
| ZAC Flaubert - Lot B2       | 2024                     | Bureaux, Commerces et activités                       | 30.20       | 7      | Projet retenu         |
| Gaïa                        | 2024                     | Logements, Bureaux, Commerces et activités, Education | 31.07       | 8      | Projet retenu         |
| Siège d’Eiffage Nord-Ouest  | 2024                     | Bureaux, Hôtel, Commerces et activités                | 28.00       | 8      | Projet proposé        |
| ZAC Flaubert - Lot B4       | 2024                     | Logements, Commerces et activités                     | 27.00       | 8      | Projet retenu         |
| 25-27, boulevard des Belges | 2024                     | Logements                                             | 24.65       | 7      | Projet retenu         |
| 65 logements                | 2023                     | Logements                                             | 24.00       | 7      | Projet proposé        |
| 80 logements                | 2024                     | Logements                                             | 23.00       | 6      | Projet proposé        |
| Le Chai à vin réinventé     | 202...?                  | Commerces et activités, Musée                         | 22.00       | 4      | Projet rejeté en 2021 |
| Villa Pouchet               | 2023                     | Logements                                             | 21.75       | 5      | Projet retenu         |
| Avant Seine                 | 2026                     | Hôtel, Bureaux, Commerces et activités                | 21.00       | 6      | Projet retenu         |
| Les Balcons Saint Filleul   | 2024                     | Logements                                             | 21.00       | 6      | Projet proposé        |